# Qiongzhuea
Qiongzhuea és un gènere de plantes de la família de les poàcies, ordre poals, subclasse Liliidae, classe liliòpsid, divisió magnoliofití.
Aquest gènere de canyes de bambús és originari d'Àsia, de rizoma leptomorf; Les canyes no sobrepassen els 6 metres.

## Taxonomia
- Qiongzhuea communis
- Qiongzhuea intermedia
- Qiongzhuea macrophylla
- Qiongzhuea rigidula
- Qiongzhuea verruculosa
- etc.